# Pareuchiloglanis longicauda
Pareuchiloglanis longicauda es una especie de peces de la familia Sisoridae en el orden de los Siluriformes.

## Distribución geográfica
Se encuentra en Guizhou (China).